# Kościół Świętej Trójcy w Łęgu Tarnowskim
Kościół Świętej Trójcy w Łęgu Tarnowskim – parafialny kościół rzymskokatolicki w Łęgu Tarnowskim.

## Opis
Historia dzisiejszego kościoła sięga 1855, kiedy dzięki zabiegom ks. D. Klimaszewskiego powstała murowana świątynia. Konsekracja kościoła miała miejsce 10 sierpnia 1862 z udziałem biskupa tarnowskiego Józefa Alojzego Pukalskiego. W 1909 kościół otrzymał nowe tynki i kamienną posadzkę. W czasie I wojny światowej uszkodzony (zniszczenie dachu i wieży), w 1916 rozpoczęto jego odbudowę.
Kościół zbudowano z cegły i kamienia w stylu eklektycznym, z elementami nawiązującymi do stylu barokowego. Świątynia jednonawowa, otynkowana, z węższym prezbiterium na planie półkola i wbudowaną w nawę wieżą od frontu.Strop żelbetonowy. Nad wejściem głównym płaskorzeźba Trójcy Świętej, po bokach w niszach figury świętych. Stacje drogi krzyżowej poświęcono w 1911.
Dwukondygnacyjny ołtarz główny z obrazem Matki Bożej z Dzieciątkiem Jezus ujęty w dwie pary kolumn; za nim rzeźbiony krucyfiks. Trzy ołtarze boczne poświęcone są Trójcy Świętej, Jezusowi Miłosiernemu oraz Matce Boskiej (figura).